# Tamiops maritimus
Tamiops maritimus is een zoogdier uit de familie van de eekhoorns (Sciuridae). De wetenschappelijke naam van de soort werd voor het eerst geldig gepubliceerd door Bonhote in 1900.